# Фу Бо
Фу Бо (кит. 傅博; родился 28 февраля 1965 года, Шэньян, Китай) — китайский футболист и футбольный тренер.

## Карьера игрока
Начал футбольную карьеру в местном клубе «Ляонин Хувин», с этим клубом Фу Бо выиграл 6 чемпионатов Китая по футболу в 1985, 1987, 1988, 1990, 1991 и 1993 годах, а также выиграл Лигу чемпионов АФК в сезоне 1989—1990. Заканчивал карьеру в клубах «Гуанчжоу Фули» и «Шэньчжэнь».

## Тренерская карьера
Наряду с другим китайским игроком Су Маочжэнем уехал в Кёльн, Германия для получения тренерского значка. Благодаря этому Фу Бо вошёл в 2009 году в тренерский штаб Гао Хунбо в сборной Китая по футболу. После нескольких лет Фу был достаточно надёжен для того, чтобы возглавить команду на один матч, этим матчем стал товарищеский матч против сборной Новой Зеландии 25 марта 2011 года, матч завершился со счётом 1-1. Хотя Фу скоро вернётся в обязанности помощника при испанском тренере Хосе Антонио Камачо. При Камачо Фу был повышен до должности главного тренера сборной Китая до 22 лет. После нескольких неудачных матчей Камачо был уволен из сборной, на его место был назначен Фу, но в конце сезона его заменил французский специалист Ален Перрен.

## Тренерская статистика
Данные откорректированы по состоянию на 8 ноября 2015 года
| Команда | Начало работы | Завершение работы | Показатели | Показатели | Показатели | Показатели | Показатели |
| Команда | Начало работы | Завершение работы | И          | В          | Н          | П          | % побед    |
| ------- | ------------- | ----------------- | ---------- | ---------- | ---------- | ---------- | ---------- |
| Китай   | июль 2013     | февраль 2014      | 9          | 4          | 4          | 1          | 44,44      |
| Итого   | Итого         | Итого             | 9          | 4          | 4          | 1          | 44,44      |

## Достижения

### В качестве игрока
Командные
 «Ляонин Хувин»
- Чемпионат Китая по футболу : 1985, 1987, 1988, 1990, 1991, 1993
- Обладатель кубка Китайской футбольной ассоциации : 1984, 1986
- Лига чемпионов АФК : 1989—1990